# Шумски ратник
Шумски ратник (енгл. Forest Warrior) је амерички акциони филм из 1996. године са Чаком Норисом у главној улози. 
Филм је можда најпознатији по сцени када Чак Норис зауставља моторну тестеру голим рукама.

## Радња филма
Филм почиње сценом у којој деца крај камповске ватре слушају причу о Џону Мекени (Чак Норис), који је убијен пре једног века у сукобу са бандитима. Мекена васкрсава поново и овог пута може да се претвори у медведа, вука и орла.

## Улоге
| Глумац            | Улога           |
| ----------------- | --------------- |
| Чак Норис         | Џон Мекена      |
| Тери Кајзер       | Травис Торн     |
| Макс Гејл         | шериф Ремзи     |
| Роско Ли Браун    | Кловис Медисон  |
| Трентон Најт      | Џастин Френклин |
| Меган Пол         | Остина Слотер   |
| Џош Волфорд       | Логан Андерсон  |
| Џордан Бауер      | Брајан Андерсон |
| Мајкл Фридман     | Луис Бердет     |
| Вилијам Сандерсон | Пол Карпио      |
| Денис Паладино    | Марк Леферт     |
| Џон Денис Џонстон | Вилијамс        |
| Иља Баскин        | Бастер          |
| Лорета Свит       | Ширли           |
| Мајкл Бек         | Арлен Слотер    |
| Вил Шринер        | Џек Френклин    |
| Барбара Нивен     | Стејси Френклин |
| Џорџ "Бак" Флауер | Барни           |
| Кери Скот         | Томас Џоргенсон |
| Крис Дојл         | Холи            |